# أكارة زرقاء
أكارة زرقاء (باللاتينية: Aequidens pulcher)، (بالإنجليزية: Blue acara) على جسمها من ثمانية إالى تسعة خطوط عرضية ونقط زرقاء تغطي كل جسمها، وقد يصل طولها إلى 15 سم وتربي مع الأسماك الكبيرة فهي لن تظهر حسن النية مع الأسماك الصغيرة.